# Christian Ernst zu Stolberg-Stolberg
Christian Ernst Graf zu Stolberg-Stolberg (* 30. Juli 1783 in Tremsbüttel; † 22. Mai 1846 in Lemberg) war ein österreichischer k.u.k. Feldmarschallleutnant.

## Familie
Christian Ernst entstammte der deutschen hochadligen Familie der Grafen zu Stolberg. Sein Vater war der später zum Katholizismus konvertierte Jurist und Dichter Friedrich Leopold zu Stolberg-Stolberg, seine Mutter dessen erste Frau Henriette Eleonore Agnes von Witzleben. Christian Ernst wurde als erstes von 18 Kindern geboren. Davon entstammten vier Kinder der ersten Ehe seines Vaters. Der Bruder Johann Peter Cajus (1797–1874) war Rittergutsbesitzer und Reichstagsabgeordneter. Der Bruder Leopold Friedrich (1799–1840) war Kreishauptmann des Salzburgkreises des Landes Österreich ob der Enns (heute Oberösterreich). Sein Bruder Joseph Theodor (1804–1859) war Gutsbesitzer und Politiker.

## Leben
Als Sechsjähriger erhielt er 1789 durch Verzicht seines Vaters eine Präbende im Lübecker Domkapitel, auf die er 1801 zugunsten von Heinrich Christoph von Holstein verzichtete.
Er begann seine militärische Laufbahn im 3. Ulanen-Regiment Erzherzog Karl. Während des Sechsten Koalitionskrieges 1814 war mit dem Regiment als Oberleutnant beim Feldzug in Italien. In der Schlacht am Mincio und bei der Schlacht von Goito am 8. Januar 1814 zeichnete sich Stolberg-Stolberg bei Attacken seines Regiments gegen feindliche Reiter-Regimenter mehrfach aus und wurde verwundet. Im Jahr 1827 war er Oberstleutnant im 10. Kürassier-Regiment König Ludwig von Bayern, 1831 Oberst und 1834 Kommandeur des 11. Kürassier-Regiments, in welchem er bis zu seiner 1837 erfolgten Beförderung zum Generalmajor verblieb. Er wurde am 24. November 1837 zum Generalmajor und am 3. April 1846 zum Feldmarschalleutnant befördert.

## Ehe und Nachkommen
Christian Ernst war seit 1818 mit Josephine von Gallenberg (* 10. Mai 1784; † 19. März 1839), verwitwete Gräfin von Plettenberg-Wittem verheiratet. Aus der Ehe gingen fünf Kinder hervor, darunter:
- Günther (* 22. November 1820; † 3. August 1895)

⚭ 7. Juli 1862 Gräfin Christine Kálnoky de Köröspatak (* 28. August 1831; † 4. April 1877)
⚭ 25. September 1878 Gräfin Anna von Saint-Genois (* 23. Juli 1850; † 14. April 1879)
- Agnes (* 1. September 1819; † 14. März 1898)
- Mathilde (* 20. März 1822; † 11. Juni 1822)
- Gisela (* 7. Mai 1824; † 19. Februar 1864) ⚭ 24. August 1847 Graf August Alexander von Silva-Tarouca (* 14. April 1818; † 24. Oktober 1872)
- Gabriele (*  26. August 1827; † 17. August 1904) ⚭ 14. April 1846 Graf Moritz von Saint-Genois (* 22. März 1816; † 12. Juni 1886)